# Epibator insularis
Epibator insularis — вид сцинкоподібних ящірок родини сцинкових (Scincidae). Ендемік Нової Каледонії. Описаний у 2019 році.

## Поширення і екологія
Epibator insularis є ендеміками невеликого острова Уолпол, найпівденнішого в групі островів Луайоте. Вони живуть у вторинних заростях по всьому острову.

## Збереження
Epibator insularis є єдиним ендемічним видом, поширеним на острові Уолпол. Цьому виду загрожує знищення природного середовища та хижацтво з боку інтродукованих мурах Wasmannia auropunctata і Anoplolepis gracilipes та малих пацюків. За оцінками дослідників, він перебуває на межі зникнення.